# Savignac-de-l’Isle
Savignac-de-l’Isle ist eine südwestfranzösische Gemeinde mit 603 Einwohnern (Stand: 1. Januar 2022) im Département Gironde in der Region Nouvelle-Aquitaine. Die Gemeinde gehört zum Arrondissement Libourne und zum Kanton Le Nord-Libournais.

## Lage
Savignac-de-l’Isle liegt etwa 32 Kilometer nordöstlich von Bordeaux am Fluss Isle, der die Gemeinde im Süden und Osten begrenzt. Umgeben wird Savignac-de-l’Isle von den Nachbargemeinden Saint-Martin-du-Bois im Norden, Bonzac im Osten und Nordosten, Saint-Denis-de-Pile im Osten und Südosten, Les Billaux im Süden sowie Galgon im Westen.

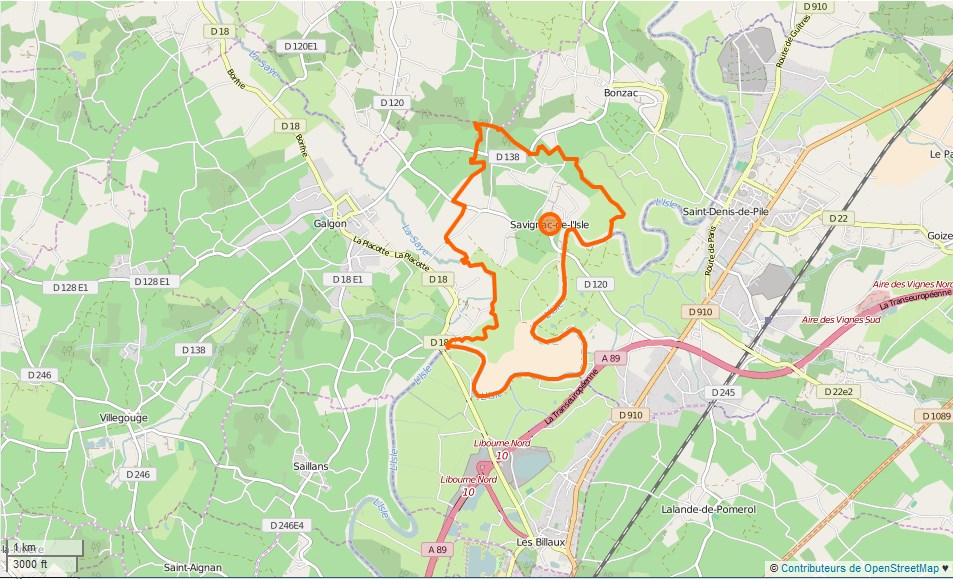
Gemeindegrenze
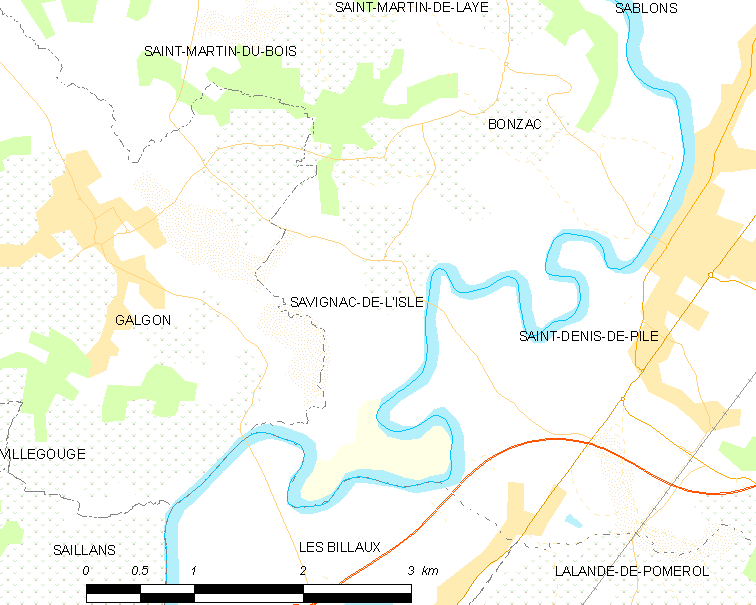
Umgebungskarte

## Bevölkerungsentwicklung
| Jahr                       | 1962 | 1968 | 1975 | 1982 | 1990 | 1999 | 2006 | 2018 |
| Einwohner                  | 285  | 249  | 310  | 410  | 463  | 476  | 510  | 500  |
| Quellen: Cassini und INSEE |      |      |      |      |      |      |      |      |

## Sehenswürdigkeiten
- Kirche Saint-Félix (siehe auch: Liste der Monuments historiques in Savignac-de-l’Isle)
- Schloss Savignac, Anfang des 15. Jahrhunderts erbaut

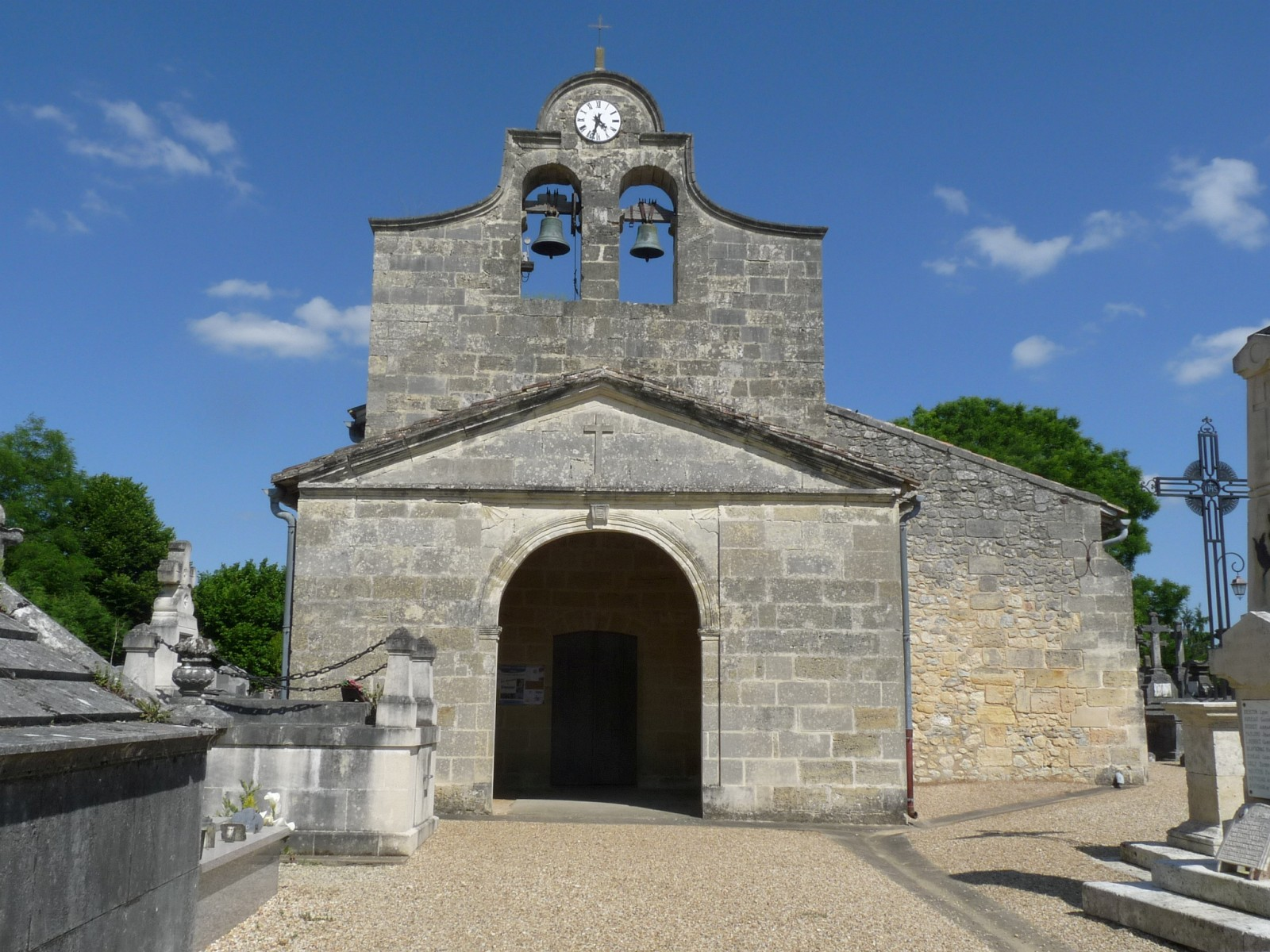
Kirche Saint-Félix/Saint-Roch
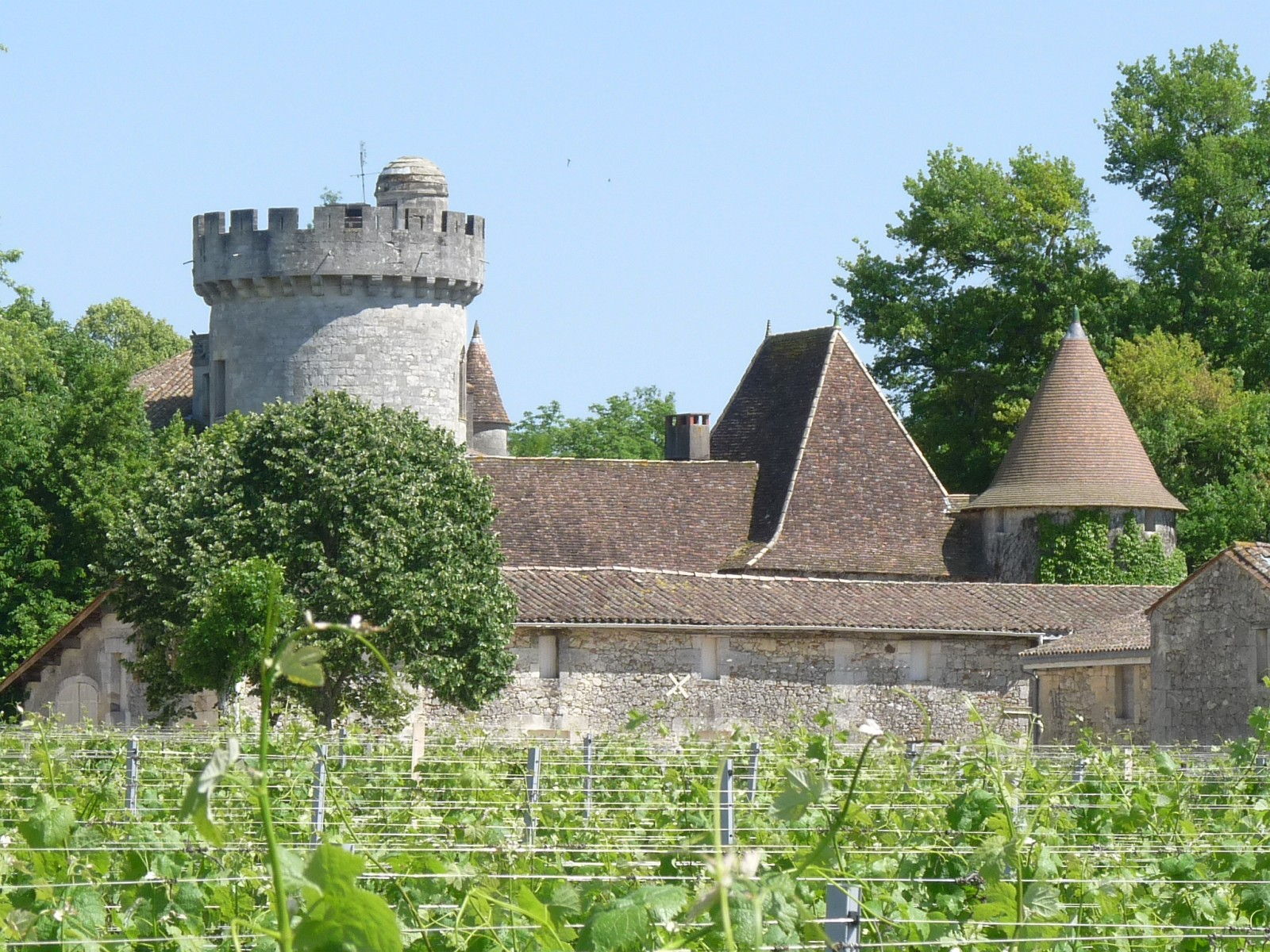
Schloss Savignac